# Asplundianthus
Asplundianthus es un género de plantas perteneciente a la familia Asteraceae. Comprende 11 especies descritas y  de estas 10 aceptadas.

## Taxonomía
El género fue descrito por R.M.King & H.Rob. y publicado en Phytologia 30: 224. 1975.

## Especies aceptadas
A continuación se brinda un listado de las especies del género Asplundianthus aceptadas hasta junio de 2012, ordenadas alfabéticamente. Para cada una se indica el nombre binomial seguido del autor, abreviado según las convenciones y usos.
- Asplundianthus arcuans (B.L.Rob.) R.M.King & H.Rob.
- Asplundianthus densus (Benth.) R.M.King & H.Rob.
- Asplundianthus pseudoglomeratus (Hieron. ex Sodiro) R.M.King & H.Rob.
- Asplundianthus pseudostuebelii R.M.King & H.Rob.
- Asplundianthus sagasteguii R.M.King & H.Rob.
- Asplundianthus scabrifolius (B.L.Rob.) R.M.King & H.Rob.
- Asplundianthus smilacinus (Kunth) R.M.King & H.Rob.
- Asplundianthus stuebelii (Hieron.) R.M.King & H.Rob.
- Asplundianthus toroi (B.L.Rob.) R.M.King & H.Rob.
- Asplundianthus trachyphyllus (Hieron.) R.M.King & H.Rob.